# 陳肇麒
陳肇麒（Chan Siu Ki，1985年7月14日—），生於香港，退役香港足球員，為香港首席前鋒，同時亦可司職進攻中場或中堅，以37個國際賽入球成為香港足球歷史上為香港足球代表隊入球最多的球員。於2012年加盟中甲廣東日之泉，成為繼吳偉超和梁振邦後，第三名到中國大陸參與職業足球的香港華人職業足球員。陳肇麒過去對外隊友賽不時取得入球，包括熱刺，紐約宇宙和祖雲達斯等勁旅，故有「外隊殺手」稱號。
2009年東亞運動會足球項目決賽前夕，陳肇麒提前結束在英超熱刺的訓練，乘坐頭等艙從倫敦趕返香港，在決賽對日本下半場後備上陣，為香港頂入1–1扳平，其後兩隊互射十二碼期間，他亦射入一球，協助香港最終在互射十二碼階段總比數以5–3擊敗日本奪冠，歷史性贏得國際綜合運動會的足球金牌，他被讚譽為奪金牌的頭號功臣。經此一役，陳肇麒升價百倍，人氣史無前例的高漲，從此成為新一代的香港足球標誌。而他亦因場外行為及與女明星的緋聞而頻密出現於報紙娛樂版。
陳肇麒18歲時已加盟香港勁旅傑志，以18歲之齡成為傑志的正選前鋒，更三次成為香港足球明星選舉的最佳青年球員。2008年，陳肇麒加盟死敵球隊南華，並且穿上自歐偉倫退役後一直懸空而極具代表性的的7號球衣，傳聞轉會費高達80萬元。效力南華的5個賽季為球隊贏盡所有錦標，也獲得不少個人獎項。2009年，陳肇麒首次當選香港足球先生，及後多次成為本地華人首席射手。
2012年，陳肇麒受緋聞及當眾抽煙等新聞影響，形象插水，多間廣告商與其解約。2012年5月23日，南華宣佈與陳肇麒解約。2012年7月10日，陳肇麒流着眼淚宣佈加盟中國足球甲級聯賽球會廣東日之泉，當陳肇麒在提及南華時更多次落淚，表示對不起球會、球迷和羅傑承先生，希望球迷給予機會。成為繼吳偉超和梁振邦後，第三名到中國大陸參與職業足球的香港華人職業足球員，更取得10個入球。2014年，為了征戰亞冠外圍賽，陳肇麒回歸南華，再披南華的7號戰衣。2020年6月6日，透過傳媒專訪宣布結束18年職業球員生涯。2020年11月，飛馬宣佈陳肇麒加入球會董事會。現為車路士足校學校 (香港)技術總監。

## 球會生涯

### 大埔
陳肇麒生於香港，童年偶像是碧咸。爸爸原本姓「黃」任職消防員，但小時候過繼了給姓「陳」的，家庭環境頗複雜，自小因父母離異，並沒有從親母身上感受過母愛，自小便送到姑媽的家生活，與姑媽一家擠在大埔廣福邨一個小單位內。小學曾經因為打架要接受警司警誡，中學時期就讀於大埔三育中學。 17歲時陳肇麒以業餘身份加入大埔足球會，於丙組地區聯賽大出鋒頭，錄得12個入球。一年後，他與朋友在修頓球場的七人比賽被流浪總監李輝立發掘，李輝立透露陳肇麒原本希望繼承父志成為消防員，當年發掘及聘請他時，被要求加上當他成功投考成為消防員後需要即時解約的條款，陳肇麒方才答允簽訂合約。惟未為流浪上陣便旋即與港菁隊友林嘉緯一同外借傑志，一季後被傑志正式收購，當時陳肇麒的位置是中堅，但被香港青年軍教練黎新祥認為他身材高大並且射術出色，看準他有前鋒的潛質，所以開始改踢前鋒。

### 傑志
陳肇麒加盟傑志首季，由於表現出色，以18歲之齡成為傑志的正選前鋒，絕對是少年得志。及後陳肇麒一直坐穩傑志正選多年，在傑志後期更擔任隊長一職，成為傑志標誌性的人物。2003－04、2004－05和2006－07季度，陳肇麒更三次成為香港足球明星選舉的最佳青年球員。2006－07年度球季，陳肇麒因為遭受南華球迷不停地以粗言辱罵，於一場比賽中曾經向南華球迷舉中指，因此被部分南華球迷戲稱為「中指麒」。及後他在網上討論區表示永遠不會加盟南華。不過，陳肇麒的表現未受這件事件影響，之後亦常射入重要的入球，包括2007年足總盃中射入追平南華2–2的一球，和於2007－08年度球季開鑼日射入一球，協助傑志以2–1擊敗南華。2007－08年度球季，陳肇麒成為傑志隊長，帶領球隊進入聯賽盃及高級組銀牌決賽，可惜兩戰皆北。在聯賽盃決賽中，身為傑志隊長及表現不俗的陳肇麒被暫代領隊朱志光在50分鐘換離場，最後傑志慘負南華2–4。賽後一眾傑志球迷在旺角大球場大呼「朱志光落台」，陳肇麒更在網上討論區表示對此調動非常不滿，此亦為陳肇麒季後離隊的導火線。2008年4月，身為隊長的陳肇麒在操練中與隊友王振鵬爭執，互相揮拳。其後拒絕向球會致歉，遭傑志即時無限期雪藏，並且致函香港足球總會取消其香港足球明星選舉的提名資格，並且禁止他以借將身份為南華邀請隊對曼城的賽事上陣。

### 南華

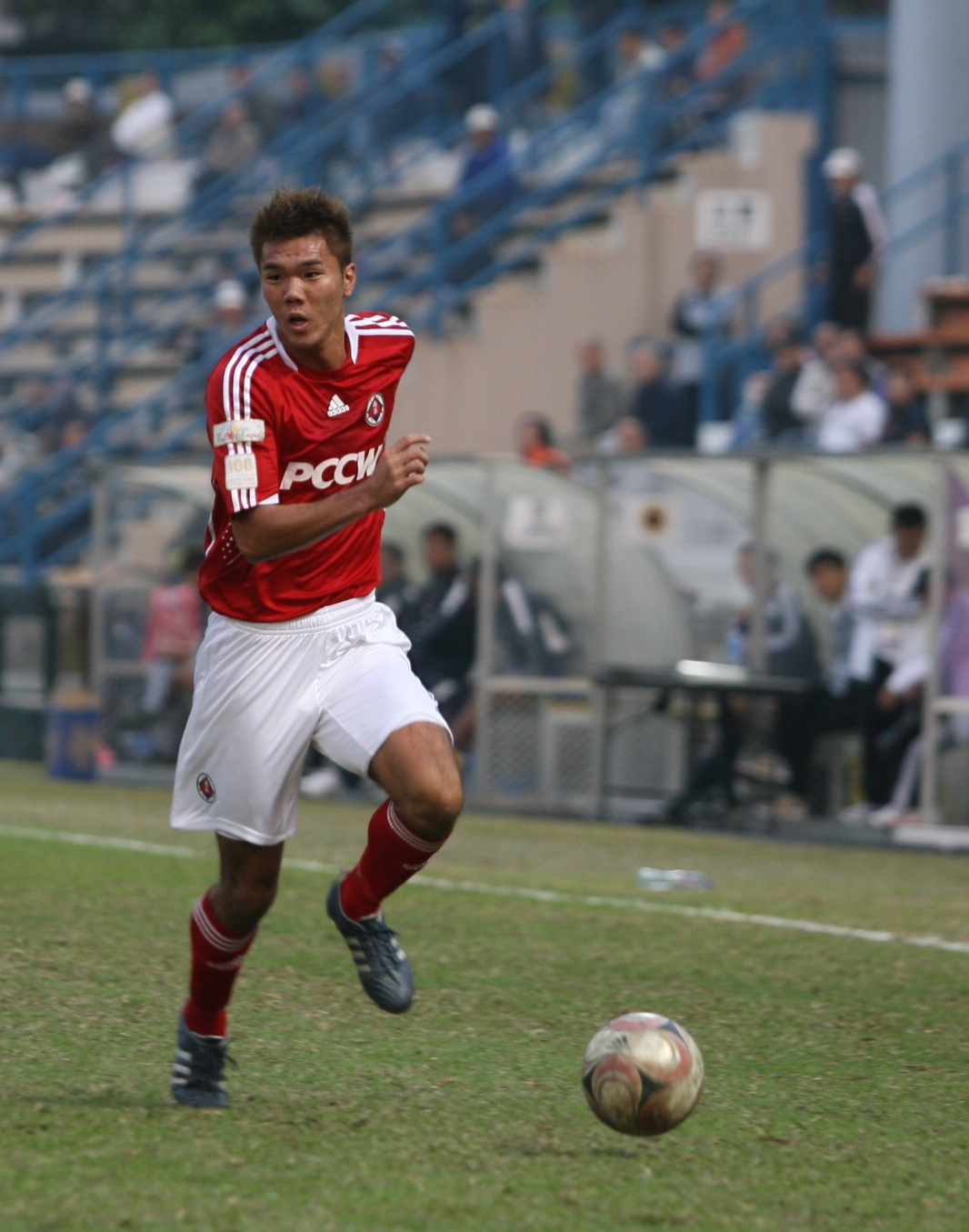
2008年，視為香港著名球員歐偉倫的接班人陳肇麒為南華出賽

2008年5月，陳肇麒加盟死敵球隊，由羅傑承擔任足主及其太太梁芷珊負責市場策劃的南華，並且穿上自歐偉倫退役後一直懸空的7號球衣，傳聞轉會費高達80萬元。之後提到選7號球衣的原因，他表示當時南華7號球衣沒有人穿，他在香港隊也是穿7號，而且其偶像正是曾穿7號球衣的碧咸。香港足球自歐偉倫之後，欠缺身材高大中鋒，一直被視為香港著名球員歐偉倫的接班人陳肇麒一出現頓成本地球壇天之驕子，因穿上7號球衣，故又稱陳七的陳肇麒。2008－09度球季，在南華獲得不少上陣機會，成為球隊主力攻擊球員，全季上陣27場射入19球，成為香港甲組足球聯賽華人首席射手。2009年7月6日，陳肇麒首次入選香港足球明星選舉的香港足球明星，他今屆為南華合共射入19球，在射手榜上位列三甲成為本地華人首席射手，優異表現為球隊取得聯賽錦標。2009年，陳肇麒與無綫電視女藝員李綺雯結伴同遊澳門的新聞被廣泛報道，揭示兩人已經交往半年，成為球圈熱話。其後有消息指陳肇麒瞞着李綺雯與其好友模特兒Natalie交往，導致李綺雯與Natalie關係破裂，更要求陳肇麒澄清真相。陳肇麒、李綺雯及Natalie的三角關係令到陳肇麒聲名大躁，本來屬於體育版的他頓時成為娛樂版常客，甚至被連日登上娛樂版頭條，比較正職藝人有過之而無不及，更令到其有份參與的2009年東亞運動會足球比賽的新聞大受關注。
2009年8月2日，Panasonic邀請盃，南華為慶祝球隊創會百周年，特別邀請在香港擁有不少球迷的熱刺踢季前熱身賽，南華憑陳肇麒易邊後的25碼窩利抽射，笠死熱刺門將靴里奴高美斯，加上李海強的12碼，爆冷以2–0擊敗熱刺，還令熱刺成為首支在今夏訪亞洲而落敗的英超球隊。讓其知名度急升，連時任熱刺領隊哈利列納都表示對他印象深刻。2009年11月13日，南華宣佈與英超球會熱刺結盟，熱刺並從南華推薦的球員中，選中了陳肇麒於12月7日到白鹿徑球場跟隨熱刺受訓，而熱刺教練團會從訓練之中觀察陳肇麒，熱刺代表透露領隊哈利列納對他印象十分深刻，因為他曾在表演賽中射破熱刺大門，其後更得到前英格蘭前鋒費迪南專人指導頂位技巧。2009年12月10日，陳肇麒首次披上英超球會熱刺的球衣出戰友賽，更與俄羅斯國腳前鋒柏夫尤真高合組前鋒，穿上10號球衣亦獲正選席位，而陳肇麒落場70分鐘，表現落力有數次射門機會，惜未能把握未有入球，但表現已獲隊友讚賞，戰至70分鐘與剛傷癒的現時皇家馬德里球員莫迪歷齊齊被換出，而熱刺最終亦以5–2獲勝。
2009－10年度香港足球明星選舉，陳肇麒當選香港足球先生和香港足球明星，更形容南華是「對自己足球生涯最重要的球會」。陳肇麒今屆為南華合共射入15球，在射手榜上位列三甲再次成為本地華人首席射手，他今季製造了多個難度極高的入球(如季初對熱刺和高級組銀牌決賽對傑志的兩個高難度入球)，替球隊取得聯賽冠軍和銀牌冠軍，盡掃各項錦標，亦協助南華在亞協盃歷史性殺入4強。 2010年3月，陳肇麒與南華隊友李威廉，一同獲香港足球總會提名角逐香港傑出運動員選舉，並且於公眾投票成為票王，最終卻意外落選，引起輿論質疑選舉結果。2010年1月30日，陳肇麒於康寶高級組銀牌決賽協助南華以4–2反勝傑志奪得冠軍，陳肇麒除了射入4球奪得神射手獎項之外，他同時亦奪取賽事的最佳球員獎項。2011年11月24日，陳肇麒於南華以2–1險勝深水埗的高級組銀牌8強次回合取得當季首個本地賽入球。2012年亦曾試過被傳媒拍到與模特兒夜遊及當眾抽煙，結果被南華足主羅傑承重罰褫奪正選席位，不過這位南華前鋒並沒有因此痛改前非，近年已不下一次受到緋聞纏身，不但令他成為球迷的嘲諷對象，更要一度離開香港球壇，2012年5月15日，陳肇麒又再被傳媒發現當眾抽煙及與女伴出入時鐘酒店，被記者拍攝及報導後南華班主羅傑承大為憤怒，除了將其逐出南華外，為保護球隊形象，更取消其2012年香港足球明星選舉之提名資格，除了失去了每月數萬元的球員工作外，更形象插水，多間廣告商與其解約。2012年5月23日，因陳肇麒數次出現吸煙、桃色緋聞等負面新聞，南華主席羅傑承於個人網誌公佈，球會將與陳肇麒解約。

### 廣東日之泉
2012年7月10日，陳肇麒在記者招待會中流着眼淚宣佈加盟中國足球甲級聯賽球會廣東日之泉，合約為期18個月，將會穿上33號球衣，和前南華隊友梁振邦再度合作，務求幫助今季表現一般的廣東日之泉升上中超。當陳肇麒在提及母會南華時更多次落淚，表示對不起球會、球迷和羅傑承先生，希望球迷給予機會。當被談及未來目標時，陳肇麒承諾將完全戒煙，除了會為新球會努力外，更會為重披香港隊戰衣而努力，他於社交網站表示，日後會全心全意發展足球事業，希望未來可以重投本地球會南華。而香港隊主教練摩力克則表示希望陳肇麒在廣東日之泉努力，如果表現良好，香港隊的大門一定會為這名香港神射手長開。2012年7月28日，陳肇麒在廣東日之泉主場對武漢卓爾的聯賽中首披戰衣正選上陣，協助廣東日之泉以1–0擊敗對手。2012年8月11日，陳肇麒在廣東日之泉客場對成都謝菲聯的聯賽中以隊長身份正選上陣，雖然他在完場前射入自己加盟日之泉後的第一球，但球隊最終仍以1–2不敵成都謝菲聯。2013年4月14日，陳肇麒廣東日之泉在中甲迎戰哈爾濱毅騰時首次正選上陣，有陳肇麒在27分鐘建功，射入了今季個人首個中甲入球，終助球隊險勝3–2，並以5戰12分升上第3位。不過廣東日之泉第二季最终衝超失敗。

### 南華
2013年12月31日，南華足主羅傑承在網誌上透露，為了征戰亞冠外圍賽，陳肇麒回歸南華，再披南華的7號戰衣。季尾陳肇麒為南華重奪失落三年的高級組銀牌錦標，兼取得2014–2015年度亞洲足協盃參賽資格。2014年8月31日，陳肇麒於南華迎戰傑志的2014香港賽馬會社區盃，交出一個入球及一個助攻，協助南華以2–0擊敗傑志捧走首屆社區盃。2014年11月26日，在南華對東方的港超聯賽事中，替南華頂入關鍵一球使球隊反勝2–1的前鋒陳肇麒，獲南華足主張廣勇在2015年1月12日送上一塊「勇字金盾牌」。2015年2月19日，陳肇麒於南華對北美足球聯賽球隊紐約宇宙的羊年賀歲盃取得入球，雙方最終以2–2賽和至完場，結果紐約宇宙憑互射十二碼以4–2擊敗南華，奪得2015年AET羊年賀歲盃。2015年3月19日，陳肇麒於亞協盃G組分組賽取得奠勝球協助球隊以1–0險勝彭亨。2015年4月22日，陳肇麒獲頒「三月最有價值球員」，於21位評審團當中得到7票。2015年6月3日，陳肇麒揮筆與南華續約，成為繼陳偉豪後，另一落實留隊的南華骨幹球員。陳肇麒自重返南華後，入球數字大減，今季本地賽只攻入三球，而入球銳減或與過去幾季被教練安排改踢翼鋒有關。
2015－16球季，陳肇麒被教練安排嘗試中場分波，由前鋒轉型為中場，更多時間都要為射手供應射門傳送，近季較多角球和罰球也由陳肇麒處理，故自己突入破門的機會自然變少，入球數字減少，但他在季內共為南華貢獻10個致命傳送，成功率達50%，是2015/16球季港超創造最多致命傳送的最佳球員。2015年10月23日，陳肇麒於以3–1擊敗夢想駿其的聯賽盃A組取得當季本地賽的首個入球。 2015年12月27日，康寶高級組銀牌4強，南華與東方於法定時間踢成2–2平手，於互射十二碼階段，第一位主射的陳肇麒竟踢出一記慢速挑射，被東方門將葉鴻輝輕易沒收，最終南華落敗。此球被部份本地球迷譏為「輕鬆十二碼」，陳肇麒亦於網上反擊球迷批評。2016年2月6日，南華在佛山里水訓練基地，與上屆中超及亞冠盃雙料冠軍廣州恒大踢友誼賽，結果南華憑陳肇麒下半場頭槌入球與對手打成1–1，但廣州恆大追和後陳肇麒與郜林發生爭執，期間中國國腳黃博文更向陳肇麒叉頸，幸雙方球員及時平息事件 。
2016年7月30日，陳肇麒於南華在香港大球場迎戰意甲冠軍祖雲達斯的AET國際挑戰盃再次取得入球，最终南華以1–2僅負祖雲達斯，賽後陳肇麒興奮到將球衣拋到看台。2016年10月24日，南華意外以2–4不敵理文流浪全失3分，賽後評論矛頭直指南華看守教練列卡度換人調動失當，外借黎耀昌予理文流浪亦是重大失着，主將陳肇麒更在Facebook留下「將軍借兵，兵打自己！可笑可笑」12字真言令人懷疑將帥不和。2016年10月25日，南華於官方Facebook發表聲明：「經過昨晚賽事，管理層今日開會檢討，會後綜合各方意見，決定將列卡度調回助教崗位，協調教練團主理日常工作，直至覓取適合教練為止。」球隊又透露已物色一名資深球圈人士擔任顧問，並會於本周六賽事前現身，現時南華由教練團集體負責主教練職務。2016年11月2日，陳肇麒於南華於小西灣運動場作客R&F富力的聯賽被南華教練團重新安排出任正前鋒，並取得今季首個聯賽入球，入球後的慶祝手勢是希望球迷不要再批評球隊，賽後陳肇麒更當選東網直播賽事MVP，最终南華以2–0擊敗R&F富力，終止了近4場聯賽和盃賽不勝的頹勢。
2017年1月9日，與南華尚餘半年合約的陳肇麒向會方提出離隊要求，希望轉投由前南華主席羅傑承和太太梁芷珊主理的香港飛馬，但南華為陳肇麒開出120萬港元轉會費，而令轉會陷於膠着狀態。1月10日，南華在凌晨發表聲明斥陳七有違職業球員操守，直指陳肇麒在周六對冠忠南區的比賽前一日，曾向主教練狄恩稱自己未準備好而拒絕上陣，至令球隊在當日沒有將他放在出場名單，但事後他卻向傳媒稱自己受傷，明顯在此事情作出不實的解釋，南華亦有懷疑，有人利用此手段逼使會方免費放人，此舉實有違職業球員操守，南華亦希望球員在合約期內，仍然須遵守職業道德。在同日操練後陳肇麒回應對於球會的指控否認詐傷：「我的足底筋膜炎在兩個月前已出現，物理治療師也曾向會方報告，或者他們溝通不足吧；況且我在賽前一天的操練也因為傷患而沒有練足全課，我真的是受傷才無法上陣」。關於轉會他則回應說：「我在10月時已向會方表明想洽談續約事宜，但一直沒進展；到1月時，我的合約只餘下6個月，因此根據條例我可以與其他球會斟洽香港飛馬便與我談合作。」但他表明轉會還是交給會方處理；若未能轉會便等到6月30日（約滿）才看看怎樣，「無論如何希望各方面有良好溝通後，達至一個開心的結果達到三贏局面」。1月18日，南華把陳肇麒轉會費由120萬降至60萬，不過香港飛馬已還價但與目標價有一段距離，南華表示對方表示願意支付轉會費，這是談判的好開始，但金額僅相當於球員1個月薪金，因此談判會繼續，希望達成彼此可接受的方案。此後陳肇麒被南華會方「雪藏」。1月24日，南華足主張廣勇日前在專欄撰文寫道：「上陣球員未再受到個別大牌兼有離心球員的影響」，陳肇麒即於Facebook炮轟球會可笑，質疑對待欲離隊球員準則不同。1月25日，南華發出聲明指，上星期得到香港飛馬回覆，以代支付陳肇麒1月份薪酬作為酬謝，但南華認為沒理由將陳肇麒價值降低至5位數，故透過陳肇麒向對方傳達，將轉會費降到30萬，南華續指陳肇麒一直是南華及港隊主力，教練團曾經力勸他留隊但不果，南華亦表明不介意一再降低轉會費予以放行，讓球員可轉投心儀球會，並期望事件能通過三方努力圓滿解決。1月26日，南華足主張廣勇表示仍未收到正式報價，又指願將轉會費降至20萬，希望能促成轉會：「30萬又好、20萬又好，希望球員可以轉投心儀球會。」1月27日，南華與香港飛馬就陳肇麒的轉會費達成協議，以當初轉會費價錢的六分之一，20萬港元轉會費成功收購陳肇麒，亦已經辦理好轉會手續。

### 香港飛馬
2017年1月27日，香港飛馬宣布與南華達成協議，陳肇麒將會加盟香港飛馬，簽約2年半，並穿起初出道時的18號球衣。陳肇麒亦有在個人Facebook撰文感謝南華8年來的栽培，又謂對離隊是百感交集，希望以個人經驗幫助年輕有活力的香港飛馬成長，更加感謝一路不離不棄的球迷支持，不過南華在是次轉會附帶陳肇麒季內任何賽事都不能倒戈對南華的條款。2017年2月13日，陳肇麒於香港飛馬作客標準灝天的菁英盃8強首次為球隊上陣，雙方在法定時間賽和0–0，最終需要互射12碼定勝負，結果香港飛馬以總比數4–3晉級。2017年2月20日，在季內任何賽事都不能倒戈的陳肇麒於香港飛馬作客南華的聯賽正選上陣，並交出一個助攻協助香港飛馬以2–0勝出，不過賽後香港飛馬被指違反雙方轉會協議，而球隊總領隊奇雲邦特坦言自己知道兩間球會有合約條款，但不知是否白紙黑字，亦否認藐視合約或不尊重對方，只是做了作為領隊應做的事，就是派出最好的球員出賽。2017年3月19日，陳肇麒於香港飛馬以3–1擊敗R&F富力的聯賽取得加盟後的首個入球。由於球隊外援迪亞高因踢法不適合球隊而不獲續用，令陳肇麒於2017/18球季重披7號球衣，並獲香港飛馬委任為球隊隊長。

### 宣布退役
2020年6月6日，陳肇麒宣布結束18年職業球員生涯。

## 國際賽生涯

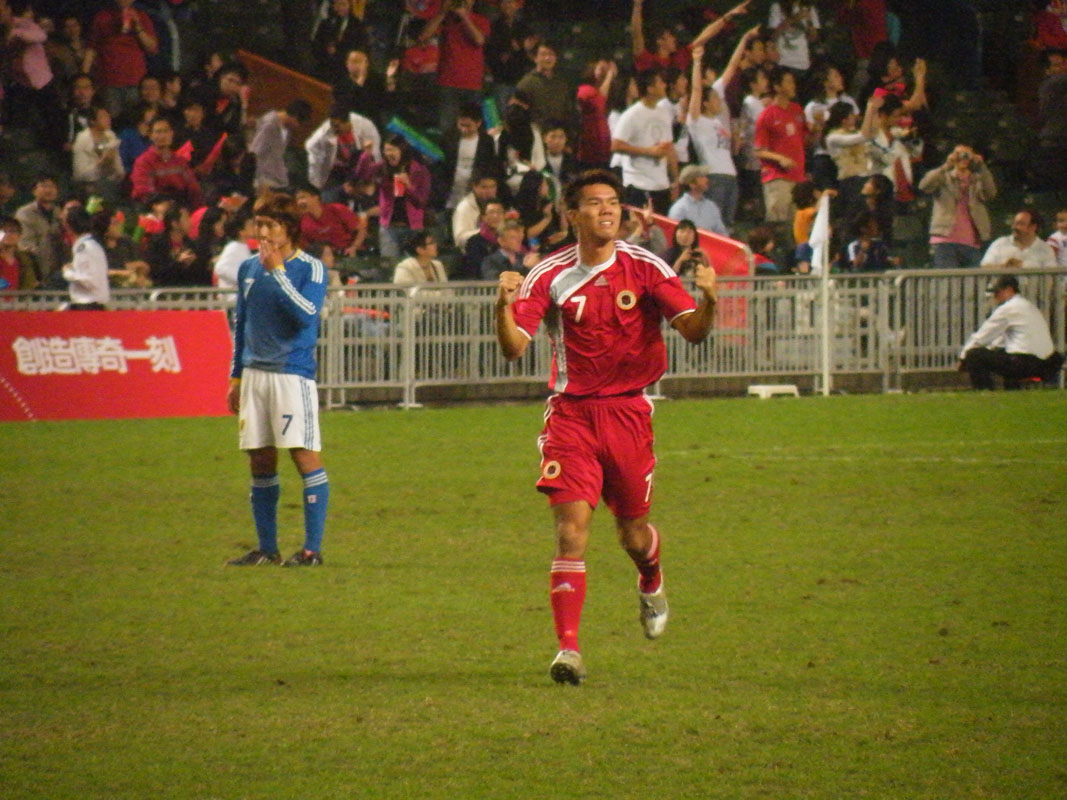
贏波功臣陳肇麒說：「足球一直被忽視，還被政府剔出咗精英運動項目，其實我們都是金牌運動員。」

2004－05年度省港盃中，陳肇麒被黎新祥教練挑選入伍，首次成為大港腳。2005年東亞足球錦標賽預賽，香港對關島一役中，新紮港腳陳肇麒個人攻入了7球，最終助香港以15–0大勝關島，不但創出香港開埠以來國際賽最大勝利比數，同時亦刷新了東亞足球錦標賽的紀錄，自從陳肇麒聲名大噪。2007年1月7日，在香港大球場舉行的第29屆省港盃次回合賽事，28分鐘，陳肇麒把握廣東隊守門員一次失誤門前剷射入網，為香港隊反超前2–1，陳肇麒的機警表現成為一時佳話。結果香港隊以4–2力挫廣東隊，以總比數4–3奪得第第29屆省港盃。
2009年8月25日，在臺灣高雄舉行的東亞足球錦標賽外圍賽，對北韓一戰中，陳肇麒在上半場主射12碼中楣不入，令香港隊失去勝利機會，結果只能與有日聯前鋒鄭大世領軍的北韓一打成0–0。同月27日，2010東亞盃外圍賽最後一戰，香港憑陳肇麒個人「大四喜」（射入4球），協助香港以12–0狂數關島，憑得失球壓倒北韓出線，他亦以5個入球成為預賽神射手。2009年12月12日，香港殺入東亞運動會足球決賽後，急召正在倫敦隨熱刺試訓的陳肇麒，乘搭價值6萬元的頭等機位返港助陣，他在決賽對日本一役，下半場後備上陣僅兩分鐘便頭槌頂入，協助香港以1–1迫和日本，並且在互射12碼時射入1球，協助香港以總比數5–3勝出，歷史性贏得國際綜合運動會足球金牌，陳肇麒亦被視為奪金頭號功臣。領隊羅傑承談及陳肇麒表現，不止一次大讚他乖仔，「本來教練叫肇麒不好回來，怕他有時差，但我一打電話给他，他就即刻話返回來，連行李都没有攞。」功臣陳肇麒說：「足球一直被忽視，還被政府剔出咗精英運動項目，其實我們都是金牌運動員。」 經此一役，陳肇麒升價百倍，人氣史無前例高漲，從今以後，新一代的香港足球標誌就被認定是陳肇麒。
2011年6月3日，香港在小西灣運動場友賽馬來西亞，陳肇麒於60分鐘在無人看管下迎頂入打開1–0的記錄，更以27個國際賽入球，超越之前的紀錄保持者歐偉倫，成為香港歷來入球最多球員，最終香港隊以1–1賽和馬來西亞國家隊。 2011年10月2日，香港隊在高雄國家運動場上演的龍騰盃第2場賽事，迎戰澳門，戰至43分鐘，後備入替的陳肇麒接應陳偉豪的長傳，心口控定再球不着地左腳窩利抽入至1–1，打破近4個月的入球荒，陳肇麒又在81分鐘搏得12碼，由黃展鴻操刀射入埋齋，最終香港隊大勝澳門5–1。2011年10月4日，香港隊在高雄上演的2011年龍騰盃國際足球賽最後一輪賽事迎戰中華台北，陳肇麒於15分鐘單刀勁射至1–0，最終香港隊以6–0大勝中華台北，以兩勝一和得7分的成績，成功蟬聯龍騰盃。
2012年2月29日，香港主場友賽中華台北，香港由新任教練摩力克領軍首仗，陳肇麒連中三元，加上李康廉及陳文輝各建一功，主場在友賽以5–1輕取中華台北。2012年5月29日，香港隊在將軍澳運動場晨操，備戰周五晚對新加坡的國際友誼賽。然而，陳肇麒在同日晚8時41分，透過社交網頁公開確認退出香港隊：「早前我已直接與香港隊教練摩力克及助教通過電話，向他們解釋，我自己因為私人問題需要時間處理，所以想退出香港隊。」有傳媒指他受到關於他場外生活的報道而影響。不過，不久後他就重返香港隊。2012年12月1日，東亞盃外圍賽第2圈，香港在旺角大球場迎戰關島，開賽僅兩分鐘，陳肇麒接應林學曦右路傳中，近門射入先開紀錄，他再在17分鐘，陳肇麒接應麥基右路快放傳中，頂入為香港隊拉開2–0紀錄，最終香港憑陳肇麒梅開二度以2–1險勝關島。2012年12月7日，東亞盃外圍賽第2圈，香港隊在香港大球場迎戰中華台北，陳肇麒於24分鐘助攻陳偉豪頂入，1分鐘後陳肇麒再助攻李康廉單刀射入，最終香港以2–0擊敗中華台北。
2013年，據英國《每日郵報》統計全球所有國家隊和地區代表隊的首席射手至今的國際賽入球率，香港首席射手陳肇麒位居全球十大，陳肇麒曾為香港隊上陣46次、射入34球，入球率為0.74球，榜上排名第8位，比科特迪瓦的杜奧巴、已退役的阿根廷的巴迪斯圖達、克羅地亞一代名將蘇加等人高。2015年6月，2018年世界盃亞洲區外圍賽展開，由於香港與中國被編入同組，賽事成為焦點。同年香港在小組賽四勝兩和一負，其中更兩次以0–0守和中國，陳肇麒在兩場港中大戰也後備上陣。2015年10月13日，香港代表隊面對海拔2,400米的高原環境兼寒冷天氣，加上突如其來的暴雨，作客不丹一仗中，苦戰至臨完場89分鐘前憑陳肇麒接應左路角球頂入全場唯一的入球，以1–0絕殺不丹，並打破自己多年的國際賽入球荒，賽後陳肇麒指因為太累入球後也做不出激動表情。 其後陳肇麒於2016/17球季兩球向香港隊以家庭原因而免役未能為香港出戰，直到2017年8月31日他在以1–1賽和新加坡國家隊的國際友誼賽重返球隊即獲委隊長更在開賽不足1分鐘便禁區外窩利抽射皮球撞楣彈入取得重返香港隊後首個入球。

## 家庭生活
陳肇麒自小父母離異，寄居姑母家中長大。每逢陳肇麒入球後即做出「T字」及心型手勢，以行動向未婚妻(Toby)示愛。2014年6月12日，陳肇麒在拉斯維加斯向歌手女友劉雅婷求婚成功。2016年9月，未婚妻劉雅婷為陳肇麒誕下一名男嬰。同月，陳肇麒母親不幸病逝因而缺席了之後的一場比賽。2017年5月，陳肇麒岳父不幸過身，而喪禮和國際賽又撞期令他缺席了香港代表隊比賽，到2017年11月5日陳肇麒首度擔任評述員，與主持人等為東網直播多蒙特對拜仁慕尼黑的德甲重量級大戰作評述。

## 影視媒體形象
2009年，陳肇麒以客串身份參與由無綫電視製作的《南華夢飛翔》的演出。2010年，陳肇麒與同屬隊友梁倬軒、李威廉、郭建邦和文彼得組成樂隊RED FORCE，於2011年1月推出了首張迷你專輯──《紅色力量》，所有收益不扣除任何成本下，全數撥捐保良局足球發展基金。2010年6月，陳肇麒接受邀請為香港政府拍攝宣傳2012年香港政治制度改革的廣告，廣告播出後受到持反對立場的球迷責罵。2010年7月1日，陳肇麒與Kawina T.合著自傳《我係陳肇麒》，由博美出版社出版。

## 座駕

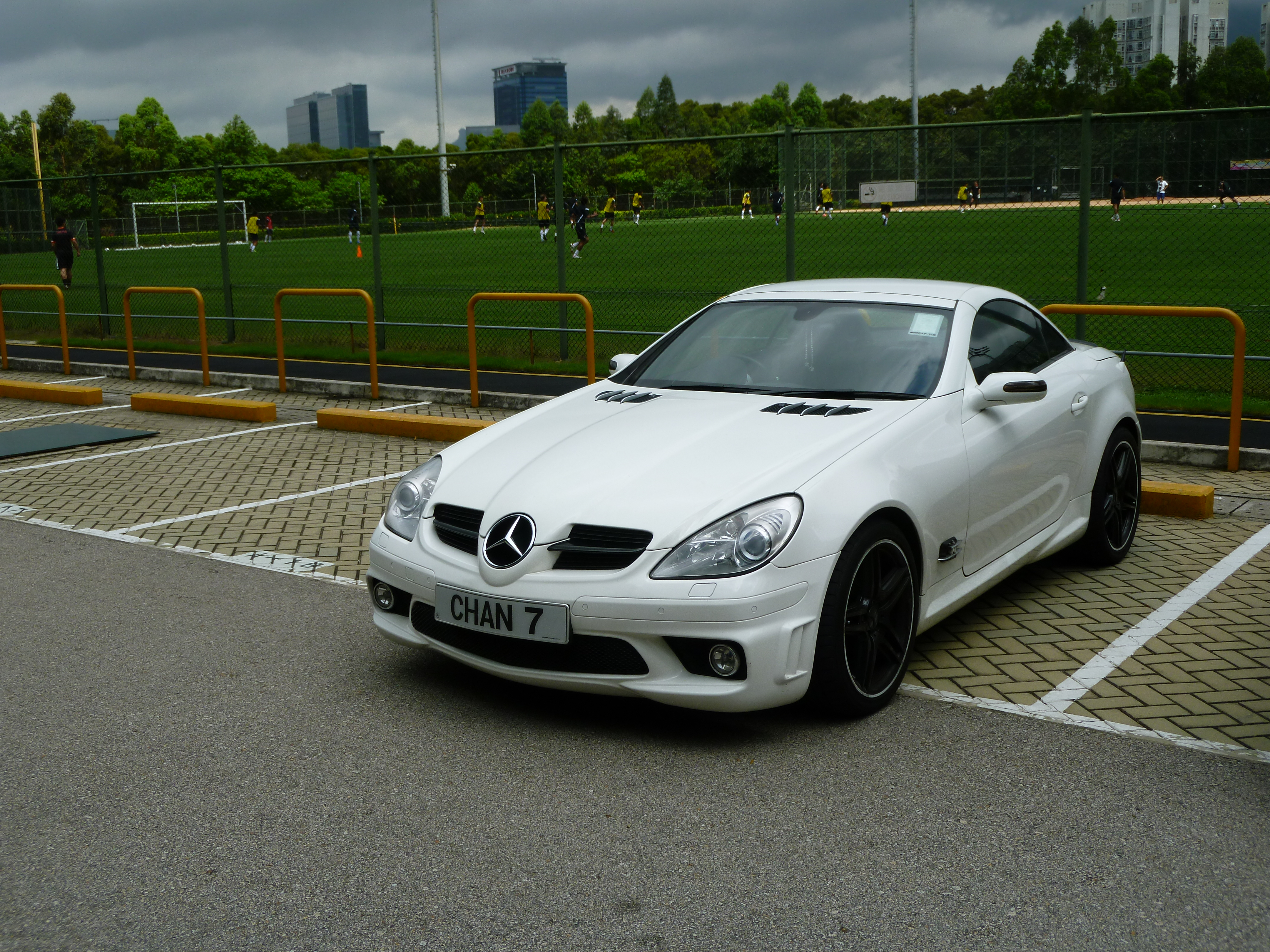
陳肇麒停泊於晒草灣遊樂場停車場的座駕。

2010年9月4日，運輸署拍賣二百三十二個自訂車牌號碼，陳肇麒亦在無對手情況下，順利以五千元投得和其外號陳七同義的「CHAN 7」。陳肇麒的座駕為白色平治跑車 SLK350，掛有從其時任足球主委羅傑承出發資金競投得來的車輛號牌「CHAN 7」。

## 榮譽
傑志
- 香港高級組銀牌冠軍（2005–06季度）
- 香港聯賽盃冠軍（2006–07季度）

南華
- 香港甲組足球聯賽冠軍（2008–09、2009–10季度）
- 香港高級組銀牌冠軍（2009–10季度）
- 香港聯賽盃冠軍（2010–11季度）
- 香港足總盃冠軍（2010–11季度）
- 香港社區盃冠軍（2014、2015年）

香港代表隊
- 東亞運動會足球項目金牌（2009年）
- 龍騰盃冠軍（2011年）
- 香港傑出運動員選舉 香港最佳運動隊伍（2009年）
- 省港盃冠軍（2007、2009、2012、2013年）
- 港澳埠際賽冠軍（2006、2007年）

香港聯賽選手隊
- 香港賀歲盃冠軍（2008年）

個人
- NIKE CUP男子U19組別 神射手（2002年）
- 香港足球明星選舉 最佳青年球員（2003–04、2004–05、2006–07季度）
- 香港足球明星選舉 最佳十一人（2008–09、2009–10季度）
- 香港足總盃 賽事神射手（2008–09季度）
- 香港高級組銀牌 賽事神射手（2009–10季度）
- 香港高級組銀牌 最有價值球員（2009–10季度）
- 東亞足球錦標賽預賽 賽事神射手（2005、2009年）
- 香港足球先生（2009–10季度）
- 龍騰盃最有價值球員（2011年）
- 香港超級聯賽 3月最有價值球員（2014–2015季度）

## 球會比賽數據
| 球會表現           | 球會表現           | 球會表現           | 聯賽    | 聯賽 | 初級銀牌 | 初級銀牌 |        |        |        |        |        |        | 總計     | 總計 |
| 球季               | 球會               | 聯賽               | 上陣    | 入球 | 上陣     | 入球     | 上陣   | 入球   |        |        |        |        |          |      |
| ------------------ | ------------------ | ------------------ | ------- | ---- | -------- | -------- | ------ | ------ | ------ | ------ | ------ | ------ | -------- | ---- |
| 2002－03           | 大埔               | 港丙               | ?       | ?    | ?        | ?        |        |        |        |        |        |        | ?        | ?    |
| 總計（大埔）       | 總計（大埔）       | 總計（大埔）       | ?       | ?    | ?        | ?        |        |        |        |        |        |        | ?        | ?    |
| 總計（職業生涯）   | 總計（職業生涯）   | 總計（職業生涯）   |         |      | ?        | ?        |        |        |        |        |        |        |          |      |
|                    |                    |                    |         |      | 高級銀牌 | 高級銀牌 | 聯賽盃 | 聯賽盃 | 足總盃 | 足總盃 | 亞協盃 | 亞協盃 | 總計     | 總計 |
| 上陣               | 入球               | 上陣               | 入球    | 上陣 | 入球     | 上陣     | 入球   | 上陣   | 入球   |        |        |        |          |      |
| 2003－04           | 澎馬流浪           | 港甲               | ?       | ?    | -        | -        | -      | -      | -      | -      | -      | -      | ?        | ?    |
| 總計（流浪）       | 總計（流浪）       | 總計（流浪）       | ?       | ?    | -        | -        | -      | -      | -      | -      | -      | -      | ?        | ?    |
| 2003－04           | 傑志               | 港甲               | ?       | ?    | ?        | ?        | ?      | ?      | ?      | ?      | -      | -      | 20       | 7    |
| 2004－05           | 傑志               | 港甲               | ?       | ?    | ?        | ?        | ?      | ?      | ?      | ?      | -      | -      | ?        | ?    |
| 2005－06           | 傑志               | 港甲               | 9(4)    | 3    | 0(1)     | 0        | 4(1)   | 1      | 0(1)   | 0      | -      | -      | 13(7)    | 4    |
| 2006－07           | 傑志               | 港甲               | 14(2)   | 8    | 1(1)     | 0        | 3(1)   | 0      | 2      | 1      | -      | -      | 20(4)    | 9    |
| 2007－08           | 傑志               | 港甲               | 13(1)   | 6    | 3        | 1        | 6      | 2      | 0      | 0      | -      | -      | 22(1)    | 9    |
| 總計（傑志）       | 總計（傑志）       | 總計（傑志）       | ≧36(7)  | ≧17  | ≧4(2)    | ≧1       | ≧13(2) | ≧3     | ≧2(1)  | ≧1     | -      | -      | ≧55(12)  | ≧22  |
| 2008－09           | 南華               | 港甲               | 17(5)   | 12   | 2        | 1        | 0      | 0      | 3      | 6      | 6      | 2      | 28(5)    | 21   |
| 2009－10           | 南華               | 港甲               | 6(6)    | 11   | 3        | 4        | -      | -      | 0(1)   | 0      | 0(3)   | 0      | 10(11)   | 15   |
| 總計（南華）       | 總計（南華）       | 總計（南華）       | 23(11)  | 23   | 5        | 5        | 0      | 0      | 3(1)   | 6      | 6(3)   | 2      | 38(16)   | 36   |
| 2012               | 廣東日之泉         | 中甲               | 12(3)   | 4    | 0        | 0        | 0      | 0      | 0      | 0      | 0      | 0      | 12(3)    | 4    |
| 2013               | 廣東日之泉         | 中甲               | 3(1)    | 2    | 0        | 0        | 0      | 0      | 0      | 0      | 0      | 0      | 3(1)     | 2    |
| 總計（廣東日之泉） | 總計（廣東日之泉） | 總計（廣東日之泉） | 18(4)   | 6    | 0        | 0        | 0      | 0      | 0(0)   | 0      | 0(0)   | 0      | 18(4)    | 6    |
| 總計（職業生涯）   | 總計（職業生涯）   | 總計（職業生涯）   | ≧75(22) | ≧44  | ≧9(2)    | ≧6       | ≧13(2) | ≧3     | ≧5(2)  | ≧7     | 6(3)   | 2      | ≧108(32) | ≧62  |

- 更新至2010年5月25日

## 國際賽事紀錄
- 僅列出國際A級比賽

| 上陣次數 | 時間           | 地點                                | 對手         | 比數            | 賽事性質                 | 入球(累計) |
| -------- | -------------- | ----------------------------------- | ------------ | --------------- | ------------------------ | ---------- |
| 1        | 2004年11月30日 | 加冷 惹蘭勿剎體育場                 | 新加坡       | 0–0(十二碼 6–5) | 國際友誼賽               | 0 (0)      |
| 2        | 2004年12月2日  | 加冷 惹蘭勿剎體育場                 | 緬甸         | 2–2             | 國際友誼賽               | 0 (0)      |
| 3        | 2005年2月9日   | 香港 香港大球場                     | 巴西         | 1–7             | 賀歲盃                   | 0 (0)      |
| 4        | 2005年3月5日   | 台北 台北中山足球場                 | 蒙古国       | 6–0             | 2005年東亞盃外圍賽       | 0 (0)      |
| 5        | 2005年3月7日   | 台北 台北中山足球場                 | 關島         | 15–0            | 2005年東亞盃外圍賽       | 7 (7)      |
| 6        | 2005年3月11日  | 台北 台北中山足球場                 | 中華臺北     | 5–0             | 2005年東亞盃外圍賽       | 0 (7)      |
| 7        | 2005年3月13日  | 台北 台北中山足球場                 |              | 0–2             | 2005年東亞盃外圍賽       | 0 (7)      |
| 8        | 2006年1月29日  | 香港 香港大球場                     | 丹麦         | 0–3             | 賀歲盃                   | 0 (7)      |
| 9        | 2006年2月1日   | 香港 香港大球場                     |              | 0–4             | 賀歲盃                   | 0 (7)      |
| 10       | 2006年2月15日  | 香港 香港大球場                     | 新加坡       | 1–1             | 國際友誼賽               | 0 (7)      |
| 11       | 2006年2月18日  | 香港 香港大球場                     | 印度         | 2–2             | 國際友誼賽               | 0 (7)      |
| 12       | 2006年2月22日  | 香港 香港大球場                     |              | 0–3             | 2007年亞洲盃外圍賽       | 0 (7)      |
| 13       | 2006年3月1日   | 達卡 達卡國家體育場                 |              | 1–0             | 2007年亞洲盃外圍賽       | 1 (8)      |
| 14       | 2006年9月6日   | 香港 香港大球場                     |              | 0–0             | 2007年亞洲盃外圍賽       | 0 (8)      |
| 15       | 2006年11月15日 | 香港 旺角大球場                     |              | 2–0             | 2007年亞洲盃外圍賽       | 0 (8)      |
| 16       | 2007年6月1日   | 雅加達 格羅拉蓬卡諾體育場           | 印度尼西亞   | 0–3             | 國際友誼賽               | 0 (8)      |
| 17       | 2007年6月10日  | 澳門 掃桿埔遊樂場                   | 澳門         | 2–1             | 港澳埠制賽               | 1 (9)      |
| 18       | 2007年6月19日  | 澳門 澳門運動場                     | 中華臺北     | 1–1             | 2008年東亞盃外圍賽       | 0 (9)      |
| 19       | 2007年6月21日  | 澳門 澳門運動場                     | 關島         | 15–1            | 2008年東亞盃外圍賽       | 5 (14)     |
| 20       | 2007年6月24日  | 澳門 澳門運動場                     |              | 0–1             | 2008年東亞盃外圍賽       | 0 (14)     |
| 21       | 2007年10月21日 | 吉安雅 吉安雅體育場                 | 东帝汶       | 3–2             | 2010年世界盃外圍賽       | 0 (14)     |
| 22       | 2007年10月28日 | 香港 香港大球場                     | 东帝汶       | 8–1             | 2010年世界盃外圍賽       | 3 (17)     |
| 23       | 2007年11月10日 | 香港 香港大球場                     |              | 0–0             | 2010年世界盃外圍賽       | 0 (17)     |
| 24       | 2007年11月18日 | 阿什哈巴德 阿什哈巴德奧林匹克體育場 |              | 0–3             | 2010年世界盃外圍賽       | 0 (17)     |
| 25       | 2008年11月19日 | 澳門 澳門大學體育場                 | 澳門         | 9–1             | 國際友誼賽               | 4 (21)     |
| 26       | 2009年1月14日  | 香港 香港大球場                     | 印度         | 2–1             | 國際友誼賽               | 0 (21)     |
| 27       | 2009年1月21日  | 香港 香港大球場                     | 巴林         | 1–3             | 2011年亞洲盃外圍賽       | 0 (21)     |
| 28       | 2009年1月28日  | 薩那 阿里穆赫桑體育場               | 葉門         | 0–1             | 2011年亞洲盃外圍賽       | 0 (21)     |
| 29       | 2009年8月23日  | 高雄 國家體育場                     | 中華臺北     | 4-0             | 2010年東亞盃外圍賽       | 1 (22)     |
| 30       | 2009年8月25日  | 高雄 國家體育場                     |              | 0–0             | 2010年東亞盃外圍賽       | 0 (22)     |
| 31       | 2009年8月27日  | 高雄 國家體育場                     | 關島         | 12–0            | 2010年東亞盃外圍賽       | 4 (26)     |
| 32       | 2009年10月9日  | 靜岡 靜岡綜合運動場                 | 日本         | 0–6             | 2011年亞洲盃外圍賽       | 0 (26)     |
| 33       | 2009年11月18日 | 香港 香港大球場                     | 日本         | 0–4             | 2011年亞洲盃外圍賽       | 0 (26)     |
| 34       | 2011年6月3日   | 香港 小西灣運動場                   | 马来西亚     | 1–1             | 國際友誼賽               | 1 (27)     |
| 35       | 2011年7月23日  | 達曼 穆罕穆德王子體育場             | 沙烏地阿拉伯 | 0–3             | 2014年世界盃外圍賽       | 0 (27)     |
| 36       | 2011年7月28日  | 香港 小西灣運動場                   | 沙烏地阿拉伯 | 0–5             | 2014年世界盃外圍賽       | 0 (27)     |
| 37       | 2011年9月30日  | 高雄 國家體育場                     | 菲律賓       | 3–3             | 2011年龍騰盃             | 0 (27)     |
| 38       | 2011年10月2日  | 高雄 國家體育場                     | 澳門         | 5–1             | 2011年龍騰盃             | 1 (28)     |
| 39       | 2011年10月4日  | 高雄 國家體育場                     | 中華臺北     | 6–0             | 2011年龍騰盃             | 1 (29)     |
| 40       | 2012年2月29日  | 香港 旺角大球場                     | 中華臺北     | 5–1             | 國際友誼賽               | 3 (32)     |
| 41       | 2012年8月15日  | 裕廊西 裕廊西體育中心               | 新加坡       | 0–2             | 國際友誼賽               | 0 (32)     |
| 42       | 2012年12月1日  | 香港 旺角大球場                     | 關島         | 2–1             | 國際友誼賽               | 2 (34)     |
| 43       | 2012年12月3日  | 香港 旺角大球場                     |              | 0–1             | 2013年東亞盃外圍賽       | 0 (34)     |
| 44       | 2012年12月7日  | 香港 香港大球場                     | 中華臺北     | 2–0             | 2013年東亞盃外圍賽       | 0 (34)     |
| 45       | 2012年12月9日  | 香港 香港大球場                     |              | 0–4             | 2013年東亞盃外圍賽       | 0 (34)     |
| 46       | 2013年2月6日   | 塔什干 柏克塔哥體育場               |              | 0–0             | 2015年亞洲盃外圍賽       | 0 (34)     |
| 47       | 2013年6月4日   | 香港 旺角大球場                     | 菲律賓       | 0–1             | 國際友誼賽               | 0 (34)     |
|          | 2013年9月6日   | 仰光 蘇凡納體育場                   | 緬甸         | 0–0             | 國際友誼賽               | 0 (34)     |
| 49       | 2013年9月10日  | 香港 旺角大球場                     | 新加坡       | 1–0             | 國際友誼賽               | 0 (34)     |
| 50       | 2013年10月15日 | 香港 香港大球場                     | 阿联酋       | 0–4             | 2015年亞洲盃外圍賽       | 0 (34)     |
| 51       | 2013年11月15日 | 阿布扎比 穆罕默德·本·扎耶德體育場   | 阿联酋       | 0–4             | 2015年亞洲盃外圍賽       | 0 (34)     |
| 52       | 2013年11月19日 | 香港 香港大球場                     |              | 0–2             | 2015年亞洲盃外圍賽       | 0 (34)     |
| 53       | 2014年3月5日   | 河內 美亭國家體育場                 | 越南         | 1–3             | 2015年亞洲盃外圍賽       | 0 (34)     |
| 54       | 2014年9月6日   | 海防 海防體育場                     | 越南         | 1–3             | 國際友誼賽               | 0 (34)     |
| 55       | 2014年9月9日   | 後港 後港體育場                     | 新加坡       | 0–0             | 國際友誼賽               | 0 (34)     |
| 56       | 2015年3月28日  | 香港 旺角大球場                     | 關島         | 1–0             | 國際友誼賽               | 0 (34)     |
| 57       | 2015年9月3日   | 深圳 寶安體育中心                   | 中國         | 0–0             | 2018年世界盃外圍賽       | 0 (34)     |
| 58       | 2015年9月8日   | 香港 旺角大球場                     |              | 2–3             | 2018年世界盃外圍賽       | 0 (34)     |
| 59       | 2015年10月9日  | 曼谷 拉加曼加拉體育場               | 泰國         | 0–1             | 國際友誼賽               | 0 (34)     |
| 60       | 2015年10月13日 | 廷布 不丹體育場                     | 不丹         | 1–0             | 2018年世界盃外圍賽       | 1 (35)     |
| 61       | 2015年11月7日  | 香港 旺角大球場                     | 緬甸         | 5–0             | 國際友誼賽               | 1 (36)     |
| 62       | 2015年11月12日 | 馬累 國家運動場                     | 馬爾地夫     | 1–0             | 2018年世界盃外圍賽       | 0 (36)     |
| 63       | 2015年11月17日 | 香港 旺角大球場                     | 中國         | 0–0             | 2018年世界盃外圍賽       | 0 (36)     |
| 64       | 2016年11月6日  | 香港 旺角大球場                     | 關島         | 3–2             | 2017年東亞盃外圍賽       | 0 (36)     |
| 65       | 2016年11月9日  | 香港 旺角大球場                     | 中華臺北     | 4–2             | 2017年東亞盃外圍賽       | 0 (36)     |
| 66       | 2016年11月12日 | 香港 旺角大球場                     |              | 0–1             | 2017年東亞盃外圍賽       | 0 (36)     |
| 67       | 2017年8月31日  | 新加坡 惹蘭勿剎體育場               | 新加坡       | 1–1             | 國際友誼賽               | 1 (37)     |
| 68       | 2017年9月5日   | 馬來西亞 漢惹拔體育場               | 马来西亚     | 1–1             | 2019年亞洲盃外圍賽第三輪 | 0 (37)     |

## 外部連結
- 香港足球總會網頁球員註冊資料 （页面存档备份，存于）
- 陳肇麒精華片段 （页面存档备份，存于）
- Hong Kong Football Player- 陳肇麒Chan Siu Ki Performance08-09 （页面存档备份，存于）
- Transfermarkt （页面存档备份，存于）
- Soccerway （页面存档备份，存于）